# Articulation talo-crurale
L'articulation talo-crurale (ou articulation tibio-astragalienne ou articulation tibio-tarsienne ou articulation du cou-de-pied ou articulation de la cheville) est l'articulation trochléenne qui unit le pied à la jambe au niveau de la cheville. 

## Description
L'articulation talo-crurale est formée par les extrémités distales du tibia et de la fibula formant un ensemble tenon - mortaise avec le talus. Les deux os de la jambe forment ensemble une mortaise qui enserre le tenon formé par le talus.

## Surfaces articulaires
L'articulation talo-crurale met en jeu :
- la facette articulaire de la malléole médiale,
- la surface articulaire inférieure du tibia,
- la facette articulaire de la malléole latérale.

Ces trois facettes formant la pince de la mortaise.
La surface articulaire au niveau du tenon étant formée par la trochlée du talus.

### Surface articulaire inférieure du tibia
La surface articulaire inférieure du tibia formée par la face inférieure de l'épiphyse distale du tibia.
Elle est globalement trapézoïde avec un bord antérieur plus large.  Elle est concave dans l'axe antéro-postérieur avec le bord postérieur plus bas que l'antérieur. Elle est légèrement convexe dans le sens transversal avec une crête mousse antéro-postérieure.
Elle répond à la face supérieure de la trochlée du talus.

### Facette articulaire de la malléole médiale
La facette articulaire de la malléole médiale est située sur la face latérale de la malléole en continuité avec la surface articulaire inférieure du tibia.
Elle est triangulaire de base antérieure, convexe verticalement et légèrement oblique en bas et en dedans.
Elle répond à la facette malléolaire médiale du talus.

### Facette articulaire de la malléole latérale
La facette articulaire de la malléole latérale est située sur la face médiale de la malléole.
Elle est triangulaire de base supérieure et convexe verticalement. Elle est oblique en bas et en dehors.
Elle est située plus bas et plus en arrière que la facette articulaire de la malléole médiale. Sa hauteur est également plus importante que celle de la malléole médiale (environ 2 cm pour 1 cm).
Elle répond à la facette malléolaire latérale du talus.

### Trochlée du talus
La trochlée du talus est constituée par les trois quarts postérieurs de la face supérieur du talus.
Elle présente une face supérieure en forme de poulie quadrilatère plus large en avant qu'en arrière et convexe dans le sens antéro-postérieur. Dans le sens transversal, elle est légèrement concave avec un sillon oblique en avant et en dehors pour répondre à la surface articulaire inférieure du tibia. Le bord latéral est plus et large que le bord médial.
Latéralement, la trochlée se prolonge par la facette malléolaire latérale du talus qui répond à la facette articulaire de la malléole latérale. Cette surface est triangulaire à base supérieure, à concavité prononcée de haut en bas et très légèrement convexe, voire plane, dans le sens antéro-postérieur.
Médialement, la trochlée se prolonge par la facette malléolaire médiale du talus qui répond à la facette articulaire de la malléole médiale. Cette surface est en forme de virgule concave en bas et de pointe antérieure. La surface est plane.

## Moyens d'union

### Capsule articulaire
La capsule articulaire s'insère à proximité des surfaces articulaires, mais plus à distance du bord antérieur du tibia et au niveau du col du talus.
Elle est mince et relâchée dans le plan sagittal et tendue latéralement. Elle présente deux cul-de-sacs à l'avant et à l'arrière.

### Ligaments collatéraux
L'articulation est maintenue par deux ensembles collatéraux : les ligament collatéraux médial et latéral de l'articulation talo-crurale.

### Ligaments tibio-fibulaires
Les ligaments tibio-fibulaires antérieur, postérieur et transverse maintiennent la fermeture de la mortaise tibio-fibulaire ainsi que la membrane interosseuse de la jambe.

### Moyens d'union actifs
L'ensemble des muscles contribuant à la flexion - extension de l'articulation ont un rôle actif dans le maintien de l'articulation avec en particulier le tendon calcanéen tendon d'insertion distal du muscle triceps sural.

## Anatomie fonctionnelle
L'articulation talo-crurale possède un degré de liberté permettant le mouvement de flexion - extension du pied.
À partir de la position de repos, axe du pied faisant 90° d'angle avec l'axe de la jambe, la flexion a une amplitude de l'ordre de 20° et une extension de 30 à 40°. Le plan de la flexion - extension fait un angle d'environ 15° latéralement au plan sagittal.
Les muscles moteurs de la flexion sont les muscles tibial antérieur, long extenseur des orteils, long extenseur de l'hallux et troisième fibulaire.
Les muscles moteurs de l'extension sont les muscles triceps sural, court fibulaire, long fibulaire, tibial postérieur, fléchisseur commun des orteils et long fléchisseur de l'hallux.

## Aspect clinique
L'articulation talo-crurale peut subir des dommages articulaires telles que des entorses, éventuellement compliquées avec une fracture. Les ligaments les plus fréquemment touchés sont ceux composant le ligament collatéral latéral par supination forcée.
Elle peut être également le siège d'inflammation à la suite d'une maladie inflammatoire articulaire d'ordre général.
Parmi les structures vulnérables péri-articulaire, il y a le tendon calcanéen.